# Al-Naft
El Al Naft Sport Club (en árabe: نادي النفط العراقي) es un club de fútbol de Irak, de la ciudad de Bagdad. Fue fundado en 1979 y juega en la Iraq Super League.

## Historia
El equipo fue fundado en 1979. También se le conoce como Petroleum FC y Al Nafat Bagdad.

## Uniforme
- Uniforme titular: Camiseta verde con mangas blancas, pantalón y medias de color verde.
- Uniforme alternativo: Camiseta blanqui-verde, pantalón y medias blancas.

## Estadio
El Al-Naft juega en el Al Naft Stadium. Tiene capacidad para 3 000 personas.

## Jugadores
- Datos: Q2829384